# Иваново (Кировский район)
Ивано́во — деревня во Мгинском городском поселении Кировского района Ленинградской области.

## История
В XVII веке на месте современной деревни был основан финский хутор Vojala (Вояла).
Деревня Иванова упоминается на карте Санкт-Петербургской губернии Я. Ф. Шмидта 1770 года.
На карте Санкт-Петербургской губернии Ф. Ф. Шуберта 1834 года она упоминается как деревня Иванова, состоящая из 20 крестьянских дворов.

ИВАНОВА — деревня принадлежит действительной тайной советнице княгине Татьяне Юсуповой, число жителей по ревизии: 83 м. п., 74 ж. п.  (1838 год)

Число жителей деревни по X-ой ревизии 1857 года: 92 м. п., 83 ж. п..

ИВАНОВА — деревня князя Юсупова, по почтовому тракту и просёлочной дороге, число дворов — 48, число душ — 87 м. п. (1856 год)

ИВАНОВО — деревня владельческая при колодцах, число дворов — 47, число жителей: 92 м. п., 101 ж. п.; Школа . (1862 год)

Согласно подворной переписи 1882 года в деревне проживали 39 семей, число жителей: 115 м. п., 108 ж. п.; разряд крестьян — временнообязанные.
К 1913 году количество дворов в деревне Иванова уменьшилось до 42.
В конце XIX — начале XX века деревня административно относилась к Лезьенской волости 1-го стана Шлиссельбургского уезда Санкт-Петербургской губернии.
С 1917 по 1923 год деревня Иваново входила в состав Ивановского сельсовета Лезьенской волости Шлиссельбургского уезда.
С 1923 года в составе Ленинградского уезда.
С 1924 года в составе Лезьенского сельсовета.
Согласно данным переписи населения СССР 1926 года в деревне Иваново проживал 241 человек — все русские.
С февраля 1927 года в составе Мгинской волости. С августа 1927 года в составе Мгинского района.

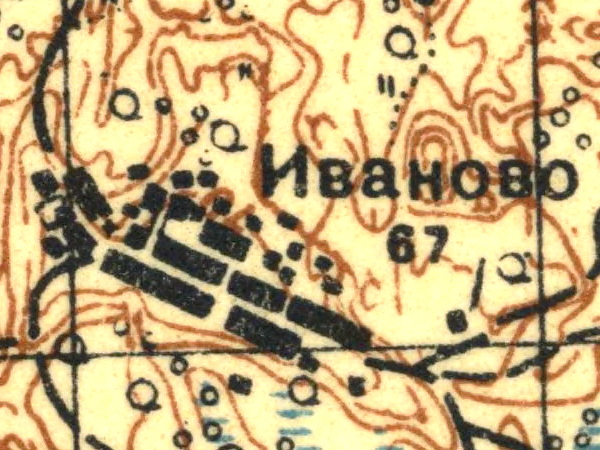
План деревни Иваново. 1931 год

Согласно топографической карте 1931 года деревня насчитывала 67 дворов.
По данным 1933 года деревня Иваново входила в состав Лезьенского сельсовета Мгинского района.
Деревня была освобождена от немецко-фашистских оккупантов 23 января 1944 года.
В 1958 году население деревни Иваново составляло 124 человека.
С 1960 года в составе Тосненского района.
По данным 1966 и 1973 года деревня Иваново также находилась в составе Лезьенского сельсовета Тосненского района.
По данным 1990 года деревня Иваново находилась в составе Лезьенского сельсовета Кировского района.
В 1997 году в деревне Иваново Лезьенской волости проживали 15 человек, в 2002 году — 23 человека (все русские).
В 2007 году в деревне Иваново Мгинского ГП — 7 человек.

## География
Деревня расположена в юго-западной части района на автодороге 41К-525 (Сологубовка — Кирсино).
Расстояние до административного центра поселения — 15 км.
Расстояние до ближайшей железнодорожной станции Сологубовка — 8 км.

## Демография
| 1862 | 2007 | 2010 | 2017 |
| ---- | ---- | ---- | ---- |
| 193  | ↘7   | ↗16  | →16  |

## Инфраструктура
В Иваново насчитывается около 40 домов, большинство жителей приезжают на летнее время.